# Карликовый мышиный лемур
Ка́рликовый мыши́ный лему́р (лат. Microcebus myoxinus) — самый маленький из мышиных лемуров и один из самых маленьких приматов (главный конкурент за это звание — карликовая игрунка). Вес около 50 граммов, длина тела около 20 сантиметров, из них 10 приходится на хвост. Имеет красно-коричневый окрас спины и кремово-белый живота. Впервые описан в 1852 году, но из-за маленького размера и ночного образа жизни этот вид не удавалось повторно обнаружить вплоть до 1993 года. Обитает в засушливых лиственных и смешанных лесах на западе Мадагаскара, в природном парке Киринди, где и был обнаружен. Считается, что ареал шире, но подтверждения этому нет. Основа питания: пауки, насекомые, фрукты, нектар, листья, реже — небольшие лягушки и ящерицы. Размеры тела собственно мышиных лемуров, как у большой крысы. Хвост короче (16,5—25 см) головы и туловища и очень толстый у основания. Морда короткая, уши почти голые, перепончатого типа. Цвет шерсти коричневато-рыжий или серый (у некоторых с белыми отметинами), вокруг глаз тёмные кольца, подчеркивающие большой размер глаз. У мышиных лемуров ладьевидная и пяточная кости удлинены, как у африканских галаго. Они и передвигаются аналогично, прыжками.
Встречаются собственно мышиные лемуры в одиночку и парами, но в неволе могут содержаться большими группами. Спят, свернувшись в клубок, в дуплах деревьев или в гнездах, сделанных из травы, мелких веточек и листьев. В таком же состоянии они находятся и в период спячки, в которую впадают в сухое время года. В благоприятный (дождливый) период они накапливают жир в разных местах тела, особенно у основания хвоста, а в состоянии длительного оцепенения расходуют эти запасы жира.
Беременность собственно мышиных лемуров длится около 70 суток, самка рождает 2—3 слепых детёныша массой 18—20 г, глаза открываются уже на 2-й день жизни. Своих малышей мать носит во рту. Известны случаи размножения в неволе.
К роду карликовых лемуров (Microcebus) относятся 2 вида (М. murinus и М. coquereli). Это самые мелкие из приматов. Масса их приблизительно 60 г, хвост длиннее (17—28 см), чем голова и туловище вместе (13—25 см). Мех мягкий, пушистый, коричневого или серого цвета, с красноватыми и беловатыми отметинами на нижних частях тела. На носу белая полоса, глаза крупные. Уши большие, подвижные, округлые, перепончатые. Конечности короткие, задние длиннее передних.
Карликовые лемуры—обитатели тропических лесов. Гнездятся в дуплах деревьев или в кустарниках, устраивают гнезда из сухих листьев. Встречаются в одиночку и парами на верхушках высоких деревьев, нередко их видят в зарослях тростников по берегам озёр. Они карабкаются по деревьям подобно белкам и прыгают по земле, активны в ночное время, охотятся за насекомыми и, возможно, другими мелкими животными, питаются также плодами. Карликовые лемуры спят свернувшись в клубок. Впадают в оцепенение в сухое время года.
В неволе ведут себя довольно агрессивно, но встречаются и с более покладистым характером. Период размножения падает на май — сентябрь в северных широтах (в неволе) или на декабрь — май на Мадагаскаре. Беременность длится 59—62 суток, рождаются 1—3 очень маленьких детеныша, массой всего лишь 3—5 г. В 15 дней они начинают карабкаться. Полностью независимыми становятся через 60 дней, а половой зрелости достигают в 7—10 месяцев. В неволе размножаются сравнительно легко.